# Тарновська Марія Миколаївна
Марі́я Микола́ївна Тарно́вська (8 грудня 1892, село Коцюбинці, нині Гусятинського району Тернопільської області — 17 травня 1975, Детройт) — українська робітнича поетеса і прозаїк. Літературний псевдонім М. Вірляна.

## Біографія
Родом із села Коцюбинці на Тернопільщині. Сестра поета Миколи Миколайовича Тарновського.
1909 року виїхала на заробітки до США. Була членом заокеанської філії «Гарту». Друкувати поезії почала 1919 року. Співробітниця журналу «Робітниця».
Поезії та оповідання на соціальні теми в комуністичному дусі публікувала в газеті «Українські вісті» та інших комуністичних виданнях, зокрема новели: «Нові теми», «У бюрі праці», «Життя», «Жителі нор», «Орися», «Павуки». Автор спогаду про Соломію Крушельницьку «Моя мрія здійснилася», опублікованого 1978 року в книзі «Соломія Крушельницька» .
1958 року з братом відвідала Україну, зустрічалася з українськими письменниками (Юрієм Смоличем, Максимом Рильським, Михайлом Стельмахом) .
Померла 17 травня 1975 року в Детройті. Похована там само.